# Rembrandt Research Project

Signaturen van Rembrandt, 1626-1633, uit een studie van RRP

Het Rembrandt Research Project (RRP) was een onderzoeksproject naar de schilderijen van de 17e-eeuwse Nederlandse kunstenaar Rembrandt van Rijn. Het project is opgeheven in 2014.
Het onderzoek vond oorspronkelijk plaats in opdracht van de Nederlandse Organisatie voor Wetenschappelijk Onderzoek (NWO) (tot 1988 ZWO geheten), die het project van 1968 tot 1998 financierde. Aanvullende subsidie kwam van chemiebedrijf (en verfproducent) DSM. Daarna is het onderzoek tot 2014 voortgezet.
Het aanvankelijke oogmerk was om alle werken van Rembrandt in teamverband aan interdisciplinair wetenschappelijk onderzoek te onderwerpen. Dit onderzoek moest in de plaats komen van de oudere studies die vaak berustten op de autoriteit van een enkele 'kenner' en de subjectieve beoordeling van stijlkenmerken. Niet alleen technische hulpmiddelen, zoals röntgenfotografie werden voor het RRP essentieel maar ook de studie van tekstuele bronnen. Een inspiratiebron vormde het proefschrift van Jan Emmens, Rembrandt en de regels van de kunst uit 1964.
Het resultaat van het project is gepubliceerd in het uit zes boeken bestaande werk A Corpus of Rembrandt Paintings. Het eerste deel werd in 1982 uitgebracht, veertien jaar na de start van het onderzoek. De eerste drie delen, verschenen in 1982, 1986 en 1989, veroorzaakten veel onrust onder kunsthistorici en eigenaars van werk dat aan Rembrandt was toegeschreven, omdat vele werken niet meer als een Rembrandt werden erkend.
Wegens de kritiek hadden vier van de oorspronkelijke zeven leden van het onderzoeksteam (Josua Bruyn, Bob Haak, Simon Levie en Pieter van Thiel; daarnaast waren Jan Gerrit van Gelder en Jan Emmens betrokken) ontslag genomen. Ernst van de Wetering, ook een van de zeven, maar de voorman van de rekkelijke stroming, kreeg hierop in 1993 de leiding van het project. Het vierde en vijfde deel kregen een andere, niet-chronologische, opzet. Toen Van de Wetering in 2011 op 72-jarige leeftijd zich uit de dagelijkse leiding terugtrok, werd besloten het project af te sluiten met de publicatie van het zesde deel. Vooral in dit laatste deel, dat in oktober 2014 uitkwam, werden veel van de conclusies uit de eerste drie delen herzien.
De archieven en documentatie van het RRP zijn overgenomen door het Rijksbureau voor Kunsthistorische Documentatie (RKD). De eerste vijf delen van het corpus zijn in te zien op de webpagina's van de Rembrandt Database.

## Publicaties
A Corpus of Rembrandt Paintings in zes delen:
Volume I, 1629-1631, 1982
Volume II, 1631-1634, 1986
Volume III, 1635-1642, 1989
Volume IV, Ernst van de Wetering, Self-Portraits, 2005
Volume V, Ernst van de Wetering, The Small-Scale History Paintings, 2011
Volume VI, Ernst van de Wetering, Rembrandt’s Paintings Revisited, A Complete Survey, 2014